# 第4回世界女性会議

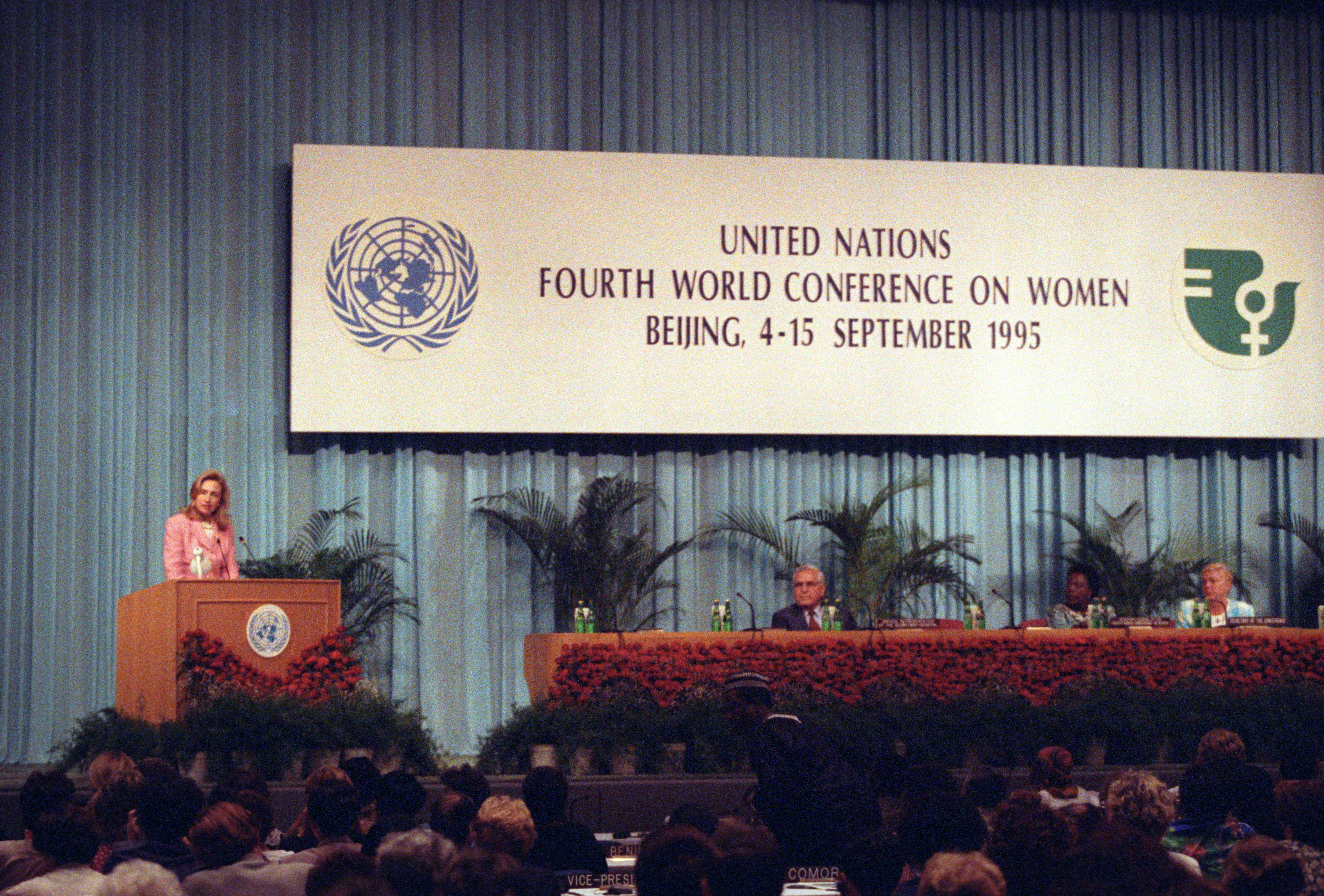
会議中に行われたヒラリー・クリントンによる演説

第4回世界女性会議（だい4かい せかいじょせいかいぎ）は、1995年9月4日から9月15日にかけて中国の首都北京市で開催された4回目の世界女性会議。開催地の名前をとって北京女性会議とも呼ばれる。
会議終了時には北京宣言及び行動綱領が採択された。

## 背景
1945年に採択された国連憲章では、第8条で男女の平等が掲げられており、国際婦人年とされる1975年以前から数多くの女性職員や女性の権利活動家などがこの条項の実現を目指してきた。

### 第1回世界女性会議（1975年・メキシコシティ）
1975年、第1回世界女性会議がメキシコシティで開催され、メキシコ宣言が発表された。

### 第2回世界女性会議（1980年・コペンハーゲン）
1980年には2回目の世界女性会議がコペンハーゲンで開催された。同会議では前年に採択された女子差別撤廃条約（CEDAW）が重要なマイルストーンであることに合意した。また特に教育・就労機会・適切な医療福祉サービスの提供の3点における男女平等を目指すことについても合意が得られた。

### 第3回世界女性会議（1985年・ナイロビ）
1985年に3度目の会議がナイロビで開催された。ナイロビ会議では女性の平等の進展を計る分野として、憲法・法律、社会参加、政治参加、意思決定の4つが掲げられた。また性別に関する分野だけでなく人間活動の全ての分野に女性が参加する必要がある点を認識した。

## 参加者
会議には189の国家代表に加え、国連機関やEU、アラブ連盟からも参加者が集まり、正式参加者だけでおよそ17,000名が参加した。また会議に合わせて数々のフォーラムも開催され、3万人の人権活動家が集まった。事務局長はタンザニアのガートゥルード・モンジェラ、基調講演はミャンマーのアウンサンスーチーが行った。

## 演説
9月5日には当時アメリカ合衆国のファーストレディだったヒラリー・クリントンが「女性の権利は人間の権利」という演説を行った。このスピーチは女性の権利運動にとって非常に重要だと認識されており、2013年に彼女自身もこの演説以降の運動の変化について語っている。

## 記念
2004年9月、北京市懐柔区に第4回世界女性会議記念公園が整備された。
開催から20年が経過した2014年には、UNウィメン主導で記念キャンペーンの「北京+20」が実施された。
2019年にも25周年を記念したイベントが行われている。